# Paracaskulturen

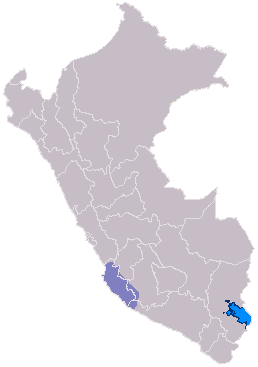
Paracaskulturens utbredning i det sydliga distriktet av dagens Peru

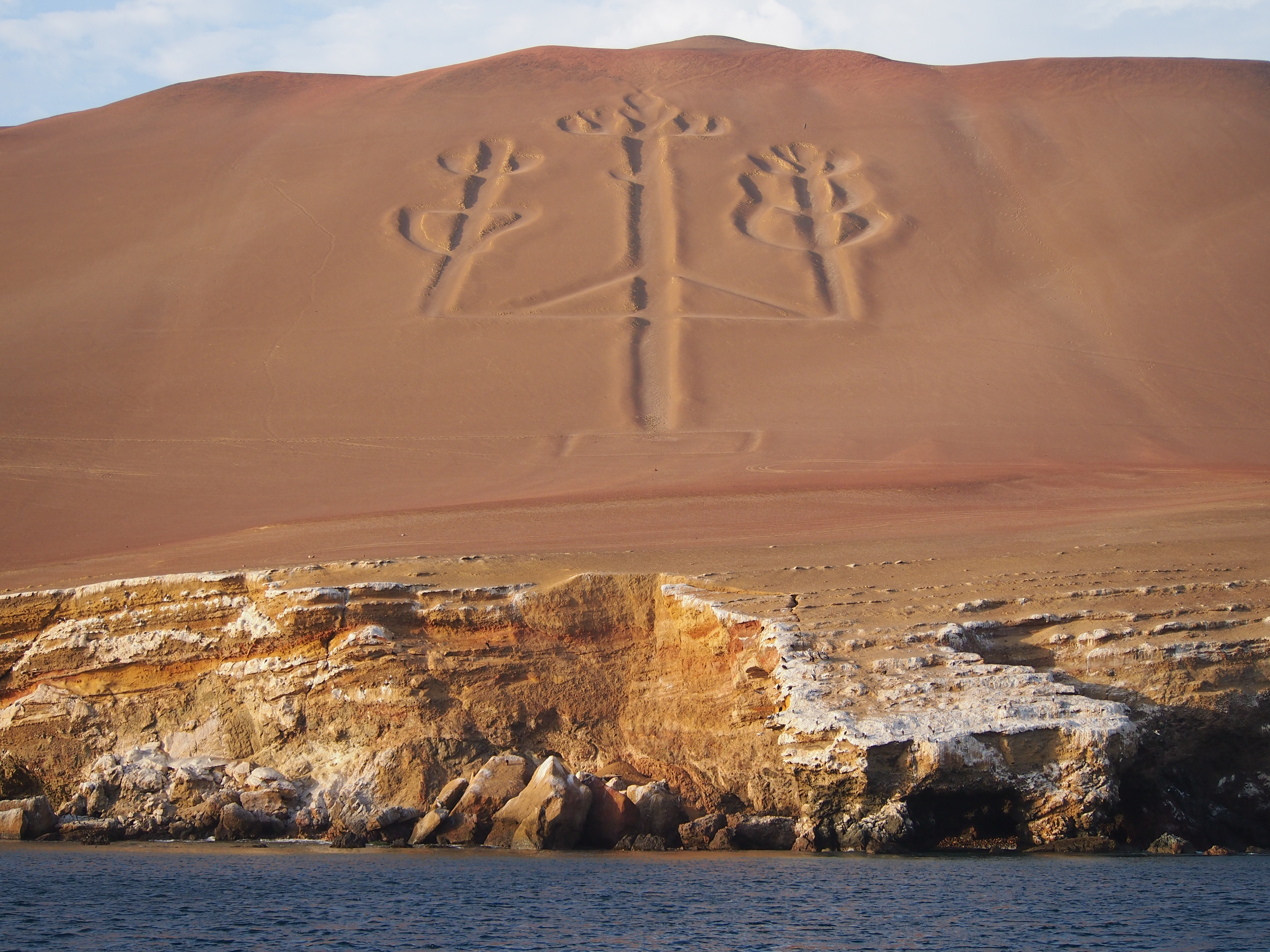
Candelabro de Paracas («Paracas-ljusstaken») eller Candelabra de los Andes är en förhistorisk geoglyf på Paracas-halvön i Pisco-bukten i Peru. Åldersbestämd keramik från Paracaskulturen som hittats i närheten, antyder att teckningen är från cirka år 200 f.v.t.

Paracaskulturen var en kultur som existerade mellan 800 före vår tideräkning och år 100 i nuvarande Icadepartementet i Peru. Nordlig gräns för kulturpåverkan var dagens stad Chincha, 200 km söder om Lima, medan den sydliga gränsen var Yauca i Arequipadepartementet som ligger 150 km söder om Nazca. Paracaskulturen utvecklade sig i två etapper: en tidig fas om 300 år Paracas Cavernas och därefter Paracas Necrópolis.
Pisco – Paracas var centralområdet i dåtidens utveckling. Den politiska enheten paracas var den första imperialistiska staten i den andinska världen. Militarismen användes till att värna eget territorium. Statsgränserna var ofta ett resultat av starkt permanenta krig. Kronologiskt kom paracas efter chavín, och följdes av nazcakulturen och huari-kulturen. I Paracaskulturen fanns ett utvecklat bevattningsjordbruk och domesticerade lama.

## Gravskick och gravfynd
En gemensam tradition för kulturerna kring Anderna var att de begravde sina anhöriga insvepta i flera lager av textil. Textiltillverkning var på så vis i mycket en rituell handling. Merparten av det man känner till om kulturella särdrag kommer från arkeologiska utgrävningar av gravmonumentet Paracas på Paracashalvön, vilka påbörjades av Julio C. Tello under 1920-talet. Det mest slående särdraget inom konst och hantverk från paracaskulturen är textilkonsten med bland annat bruk av alpackaull. Man har hittat antikviteter från Paracas Cavernas som kan dateras till år 200 f.v.t.
Den största bosättningen var då i Tajahuana, vid gränsen till Icafloden, i Ocucajeområdet. "Cavernas" avser grottor och har namn efter periodens gravskick. Gravarna hade form av en djup flaska med ett golv om 5 meter i diameter. De döda blev invirade i konstfärdiga textilbylten och placerade på golvet.

## Forntidsminnen frånParacas Necrópolisfrån tiden 200 f.v.t. till strax efter år 10.

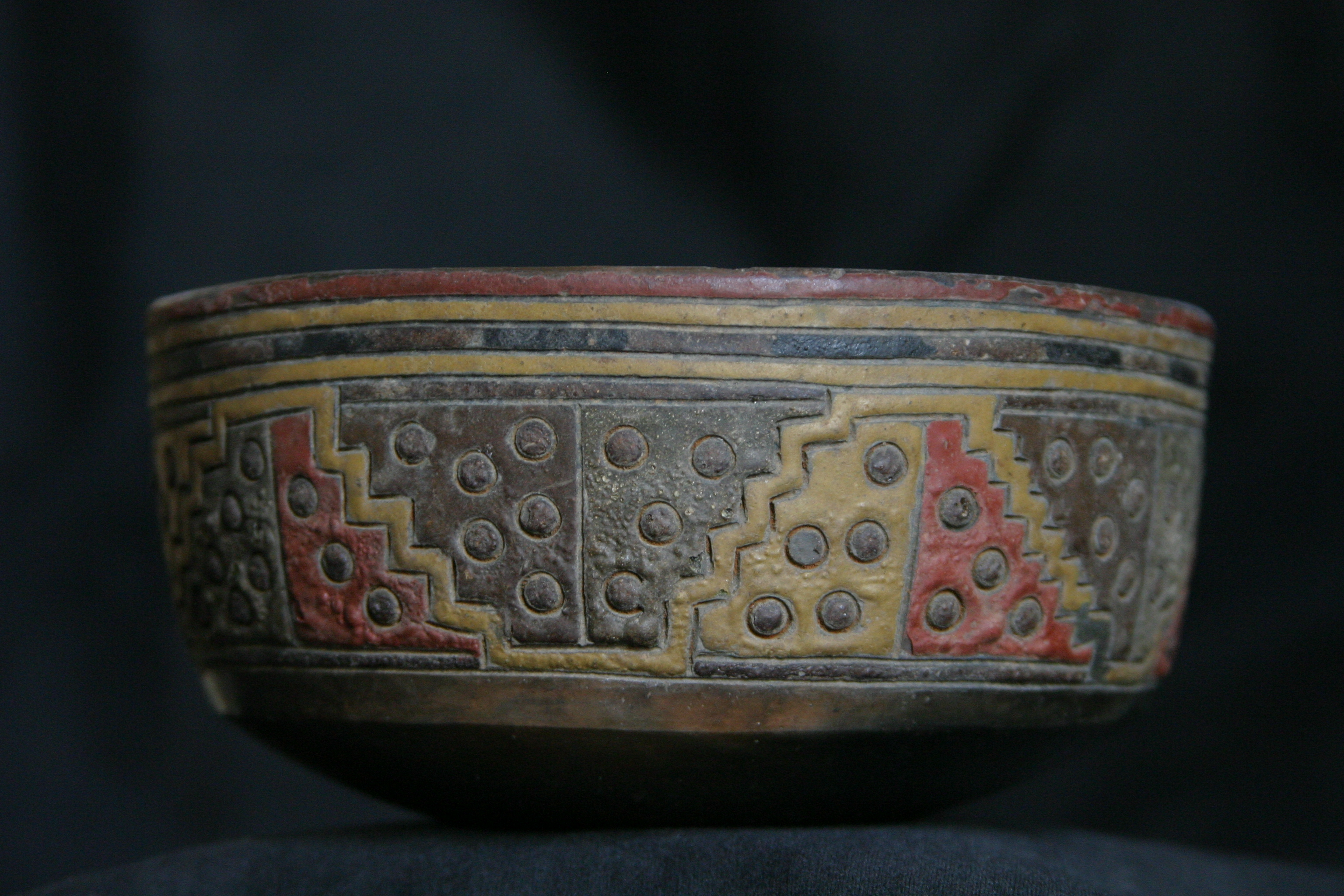
Skål från Paracas eller Ocucaje, färgad med harts och daterad till 600-200 f.v.t.
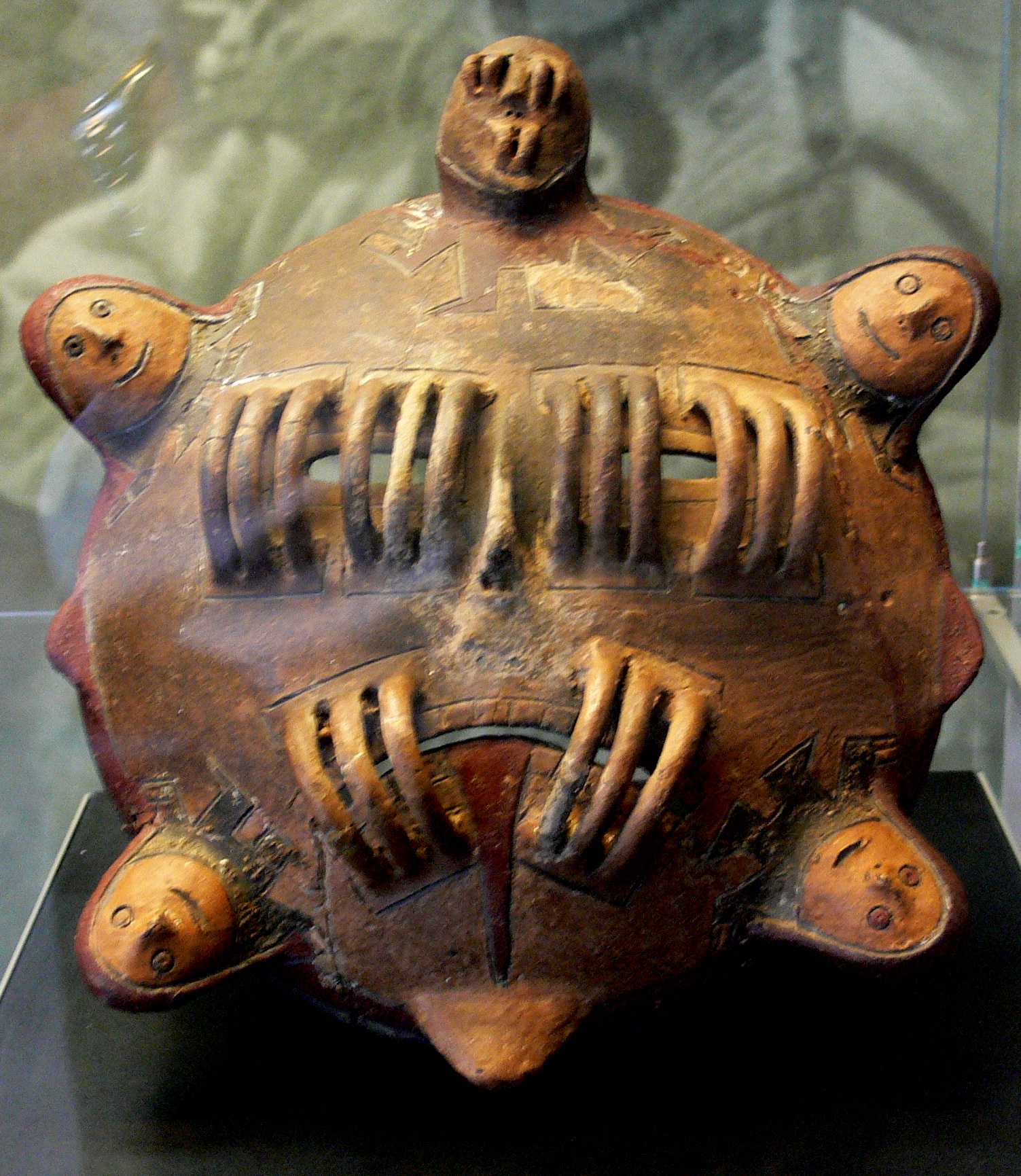
Mumiemask från Paracas i Perus södra kustområde från c:a 400-100 f.v.t.
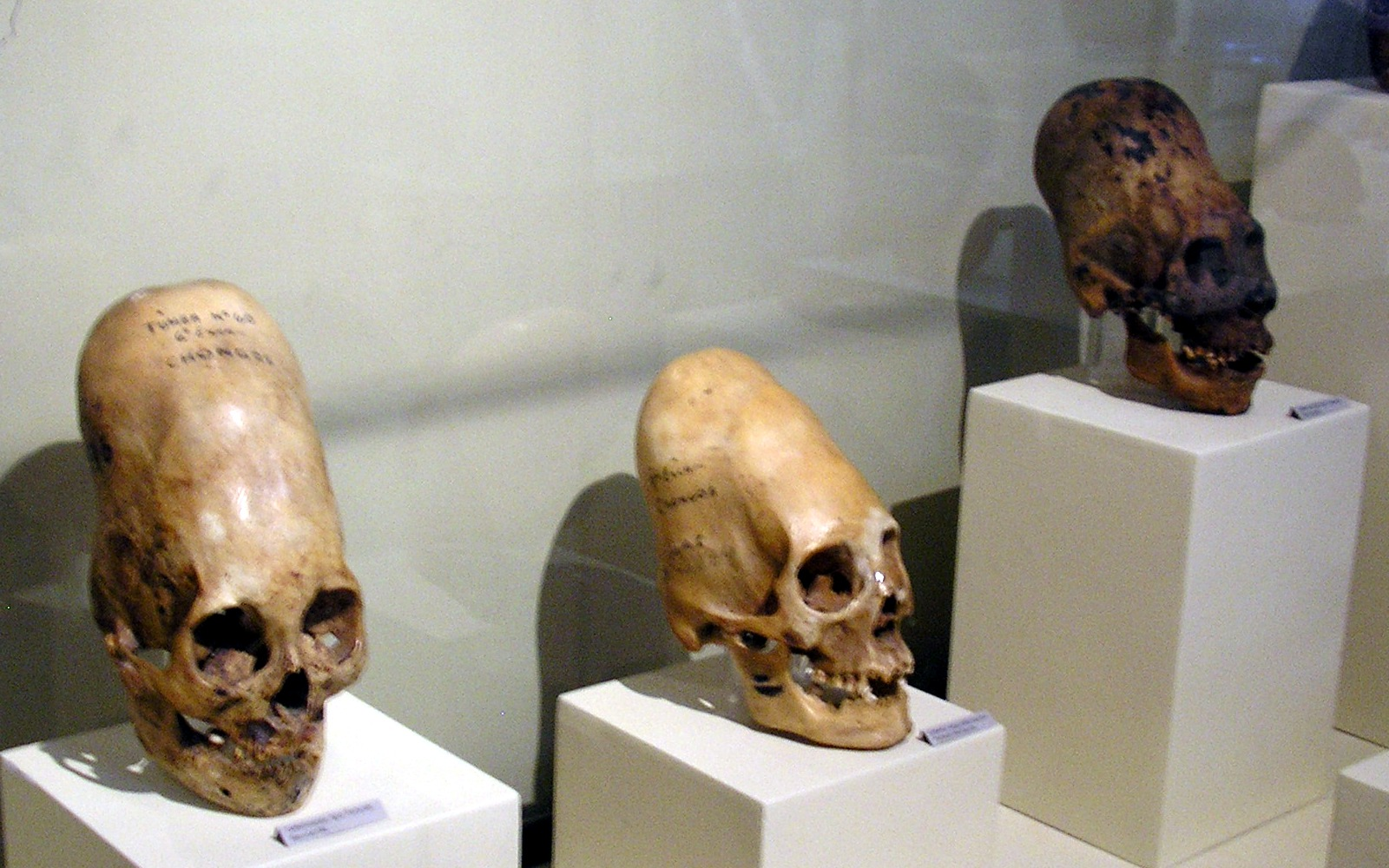
Egendomligt deformerade huvuden från Paracaskulturen utställda i Museo Regional de Ica i Ica.
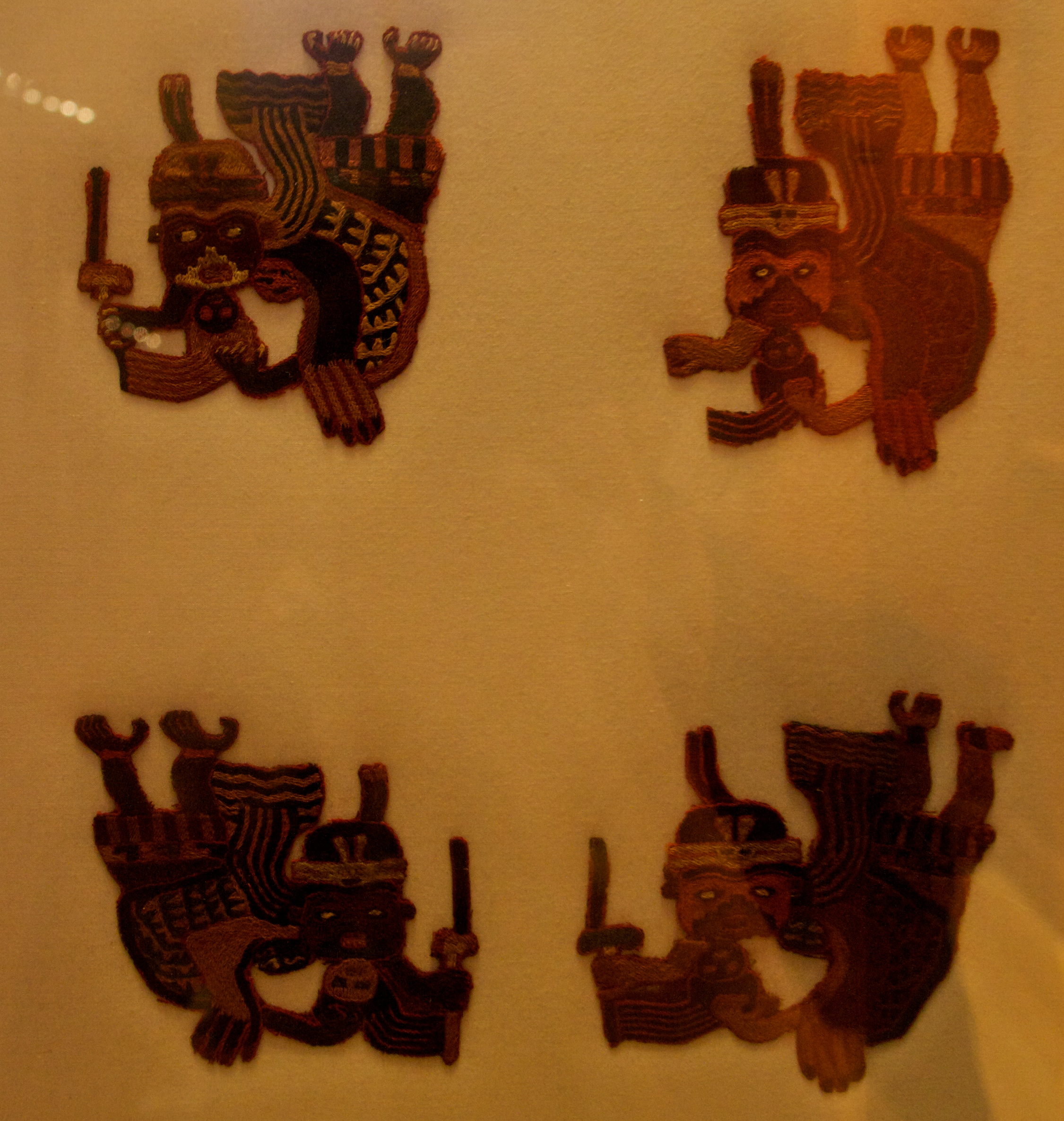
Textil från Paracaskulturen.
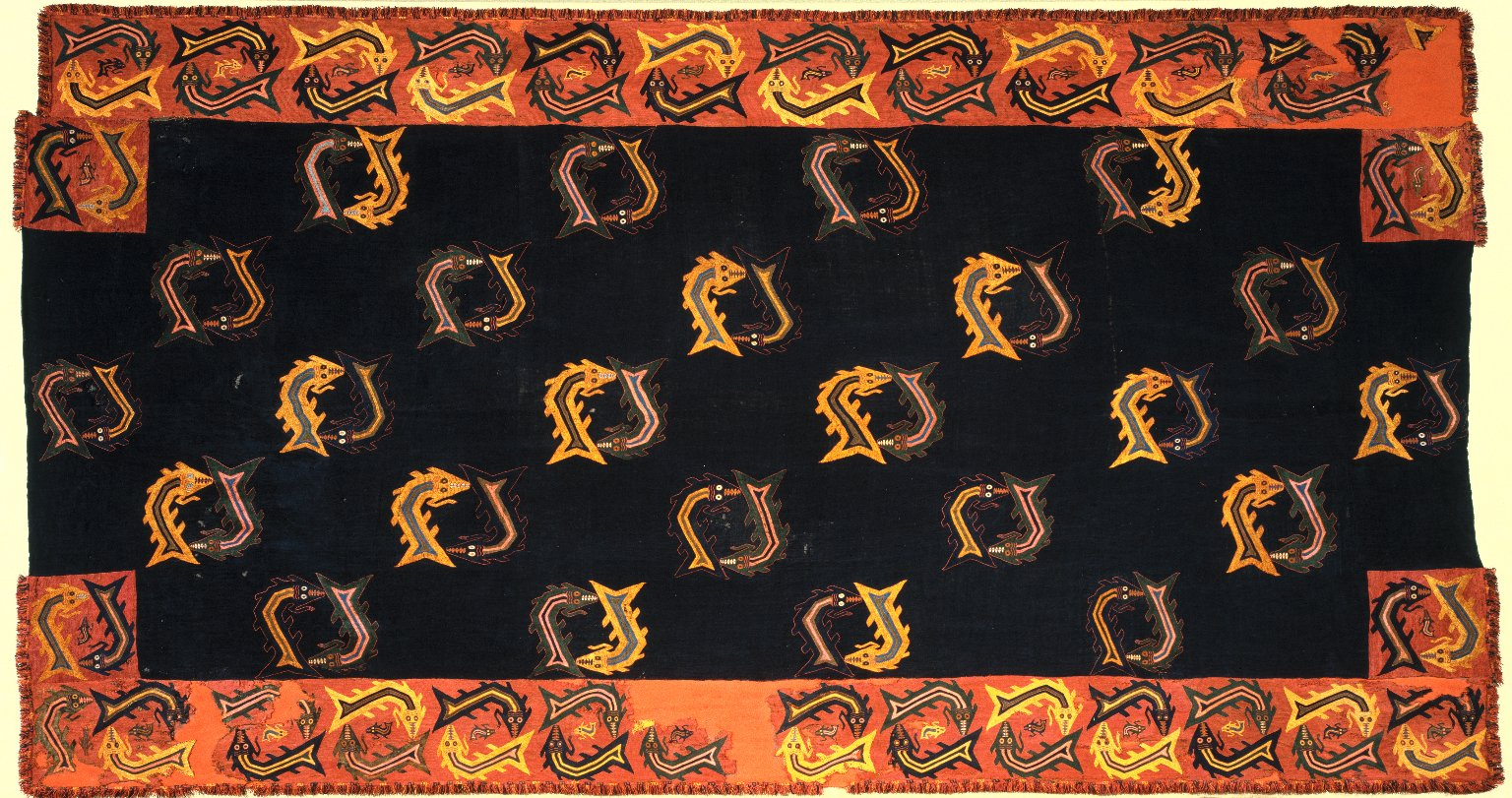
Mantel.